# SoFi
ソーファイ（英: SoFi）は、アメリカ合衆国カリフォルニア州サンフランシスコに拠点を置くスタートアップ企業。正式名称はソーシャルファイナンス（英: Social Finance, Inc.）だが、P2Pレンディングとしての意味を持つ語句や他企業、他団体との混同を避けるため、アメリカ国内では通称のSoFiで呼ばれることが多い。フィンテックを活用したオンラインによるPeer to Peerレンディング、ソーシャルレンディングを行っている。

## 概要
SoFiは2011年スタンフォード大学出身のマイク・キャグニーと4人の大学院生によって設立され、40名のスタンフォード卒業生から200万ドルを調達し、100名の大学院生に2万ドル貸出した教育ローンから始まる。続いてハーバード大学、マサチューセッツ工科大学、ノースウェスタン大学、ペンシルバニア大学にも拡大していった。このように顧客の中心はHENRYs（High Earners, Not Rich Yet）と呼ばれるミレニアル世代の高学歴・高収入の層であり、教育ローンやリファイナンスの成功を足がかりに、モーゲージや個人ローンへとビジネスを拡大させている。
教育ローンの特徴としてはビッグデータを活用し返済能力の高い借り手を探し出して貸し倒れリスクを低く抑えること、大学の卒業生からなる貸し手とマッチングさせることで高い金利を要求しにくくしたこと等により従来の連邦学生ローンより低金利の学生ローンおよびリファイナンスを実現したことが挙げられる。また借り手の返済能力改善を試みとして履歴書の書き方や面接訓練など借り手の将来の給与水準を引き上げる取り組みも行っている。

## 沿革
- 2011年8月1日 - SoFi設立
- 2012年9月11日 - シリーズBの資金調達でベースライン・ベンチャーズ（英語版）、人人網、ディスカバリー・キャピタル（英語版）Venturesから7,720万ドルを調達[4]
- 2013年10月2日 - 非営利団体ECMC Group（英語版）と提携し資本調達額5億ドルを達成[5]
- 2013年12月23日 - モルガン・スタンレーと提携し債権を証券化[6]
- 2014年4月3日 - シリーズCの資金調達でディスカバリー・キャピタルおよび既存株主から8,000万ドルを調達。住宅ローンや個人ローンの提供開始[7]
- 2015年2月3日 - シリーズDの資金調達でサード・ポイント（英語版）、ウエリントン・マネージメント、インスティテューショナル・ベンチャー・パートナーズ（英語版）から2億ドルを調達[8]
- 2015年9月30日 - シリーズEの資金調達でソフトバンクグループなどから10億ドル調達。企業価値15億ドルから40億ドルに[9][10]
- 2016年5月18日 - ムーディーズよりトリプルAの信用格付けを受ける[11]
- 2016年9月19日 - 企業向け福利厚生プログラム「SoFi at Work」を発表
- 2016年11月14日 - プロテクティブ生命と提携し生命保険の販売を開始[12]
- 2017年2月1日 - モバイルバンキングのスタートアップZenbanxを買収[13]
- 2017年2月24日 - シリーズFの資金調達でシルバーレイク（英語版）およびソフトバンクグループなどから5億ドル調達。企業価値48億ドルに[14]
- 2017年9月11日 - セクハラ問題でマイク・キャグニーCEO・会長が辞任[15]
- 2018年1月23日 - アントニー・ノトTwitter社COOの次期CEO就任が発表される（3月就任予定)[16]